# Melo Imai
Melo Imai (今井メロ?, Imai Mero, nata 成田?, Narita) (Osaka, 26 ottobre 1987) è un'ex snowboarder, attrice e attrice pornografica giapponese.

## Biografia
Figlia del giocatore di pallavolo Takashi Narita, concorrente alle olimpiadi di Barcellona 1992 e specializzata nell'halfpipe, la Imai è attiva in gare FIS dal dicembre 2000, ha debuttato in Coppa del Mondo il 18 febbraio 2001, giungendo 7ª a Sapporo. Ha ottenuto il suo primo podio il 10 febbraio 2005 a Bardonecchia (2ª) e la sua prima vittoria il 26 dello stesso mese a Sungwoo. Nella stessa stagione 2004-2005 ha vinto la Coppa del Mondo di halfpipe. In carriera ha preso parte una rassegna olimpica e a una iridata. Ha smesso di gareggiare dal marzo 2007.
Dopo la carriera sportiva Imai si è fatta un nome in Giappone come tarento, gestendo un blog e un proprio marchio di moda. Nel 2012 ha raccontato nella sua bibliografia di essere stata violentata all'età di 17 anni e che il suo severo padre le aveva proibito qualsiasi comportamento femminile. In seguito ha iniziato a lavorare come modella promozionale in un bar per poi diventare idol e squillo. Nel marzo 2017 ha debuttato come attrice pornografica.

## Palmarès

### Coppa del Mondo
- Vincitrice della Coppa del Mondo di halfpipe nel 2005
- Miglior piazzamento nella Coppa del Mondo generale di freestyle: 54ª nel 2006
- 6 podi:
  - 3 vittorie
  - 2 secondi posti
  - 1 terzo posto

#### Coppa del Mondo - vittorie
| Data             | Luogo      | Paese         | Disciplina |
| ---------------- | ---------- | ------------- | ---------- |
| 26 febbraio 2005 | Sungwoo    | Corea del Sud | HP         |
| 18 marzo 2005    | Tandådalen | Svezia        | HP         |
| 21 ottobre 2005  | Saas-Fee   | Svizzera      | HP         |

Legenda:

HP = Halfpipe